# Det Røde Kapel (tv-serie)
 For alternative betydninger, se Det Røde Kapel. (Se også artikler, som begynder med Det Røde Kapel)
Det Røde Kapel er en satirisk dokumentar tv-serie i fire afsnit instrueret af Mads Brügger med assistance fra Johan Stahl. Serien skildrer mødet mellem den fiktive teatergruppe Det Røde Kapel og Nordkoreas befolkning.
Titlen Det Røde Kapel refererer til den kommunistiske spionenhed Rote Kapelle, der opererede i Nazityskland.
Stilmæssigt placerer programmet sig dadaistisk med dets leg mellem fiktion og virkelighed. De dadaistiske træk ses også i måden, hvorpå tilfældet bliver fremstillet som et kreativt værktøj til at opnå forståelse, personlighed og indblik.
Det Røde Kapel vandt 'World Cinema Jury Prize: Documentary' på Sundance Film Festival 2010.